# 谢家集街道
谢家集街道，是中华人民共和国安徽省淮南市谢家集区下辖的一个乡镇级行政单位。

## 行政区划
谢家集街道下辖以下地区：
赵郢孜社区、湖西社区、樱桃园社区、湖滨社区、花园社区、西城社区、鸿鑫社区和红轮社区。